# Martina Šimkovičová
Martina Šimkovičová, née le 29 août 1971 à Modra (Tchécoslovaquie), est une présentatrice de télévision et femme politique slovaque. Membre du Parti national slovaque, elle est députée entre 2016 et 2020 puis ministre de la Culture depuis le 25 octobre 2023 dans le gouvernement de Robert Fico.

## Biographie

### Origines, famille et études
Martina Šimkovičová naît Martina Bučuričová[réf. nécessaire] le 29 août 1971 à Modra, alors en Tchécoslovaquie. Elle a deux sœurs aînées,. 
Elle voulait suivre un cursus de théâtre mais échoue à des examens ; elle étudie finalement la pédagogie à l'université Comenius de Bratislava.
Elle a été mariée deux fois. Elle a une fille de son premier mariage. De 2005 à 2019, elle est mariée au pilote automobile Igor Šimkovič. Ils ont deux enfants ensemble.

### Télévision
Elle commence sa carrière à la télévision sur la chaîne Markíza en 1998, d'abord comme animatrice d'émissions matinales et présentatrice sportive. En 2004 et 2005, elle remporte les prix OTO dans la catégorie présentatrice sportive.
En 2006, elle passe à la présentation du programme d'information principal, où elle forme un duo avec Patrik Švajda. En 2006, elle reçoit à nouveau le prix OTO, cette fois dans la catégorie présentatrice de nouvelles. En 2010, elle participe à l'émission Let's Dance. Après la naissance de son troisième enfant en 2013, elle fait une pause dans sa carrière télévisuelle pour se consacrer à sa famille.
Elle revient brièvement sur Markíza en février 2015 comme animatrice d'une émission sur les célébrités, Reflex Špeciál. À l'été 2015, elle est renvoyée de Markíza pour avoir publié du contenu haineux au sujet des réfugiés de guerre syriens sur sa page Facebook,.
Après son licenciement, Martina Šimkovičová, auparavant apolitique, s'impose comme une star des médias d'extrême droite, notamment en publiant du contenu xénophobe, anti-vaccin, homophobe et pro-russe sur Facebook,. Elle a été le principal visage de la tentative infructueuse de lancer une nouvelle chaîne de télévision d'extrême droite, INTV. En 2018, elle est nommée pour le prix de l'homophobe de l'année par l'Institut des droits de l'homme (sk), pour ses publications Facebook régulières promouvant la haine contre la communauté LGBT. En 2021, elle devient animatrice sur la télévision Internet Slovan, nouvellement créée,.

### Députée
Lors des élections législatives de 2016, elle est élue au Conseil national pour le parti politique Nous sommes une famille. Cependant, peu de temps après le scrutin, elle est exclue du parti. Elle est condamnée à une amende de 1 000 € pour avoir enfreint le code de conduite du parlement. Elle refuse de démissionner et siège jusqu'au terme de son mandat comme députée indépendante.
Aux élections législatives de 2020, elle est tête de liste du parti La Voix du peuple, qui recueille moins de 2 000 voix, bien en dessous du seuil de représentation,.
Lors des élections législatives de 2023, elle se présente avec succès sur la liste du Parti national slovaque (SNS). Elle affirme avoir choisi le SNS parce qu'il permettait à des « personnalités indépendantes » de se présenter sur sa liste. Après la formation d'une coalition gouvernementale incluant le SNS, le président du parti, Andrej Danko, annonce la nomination de Martina Šimkovičová au poste de ministre de la Culture.

### Ministre de la Culture
En tant que ministre, Martina Šimkovičová a des relations tendues avec les médias et les institutions culturelles. Immédiatement après sa prise de fonctions, elle cesse tout financement pour lutter contre la désinformation, tout en maintenant son émission YouTube avec le député d'extrême droite Peter Kotlár, qui diffuse régulièrement des théories du complot. En particulier, son affirmation lors d'une émission selon laquelle les droits LGBT mènent à « l'extinction de la race blanche » a suscité de nombreuses critiques,. Elle a également fait l'objet de moqueries pour sa lettre ouverte au ministre tchèque de la Culture, qu'elle a publiée sur sa page Facebook, et qui contenait de nombreuses erreurs grammaticales et orthographiques. Elle a également immédiatement rétabli la coopération culturelle avec la Russie et la Biélorussie, suspendue après l'invasion russe de l'Ukraine.
En mars 2024, elle remplace les directeurs de la Bibliothèque nationale slovaque (en) et de Bibiana, la Maison internationale de l'art pour enfants. Les nouveaux directeurs sont choisis sans processus de sélection transparent. La nouvelle directrice de Bibiana, Petra Flach, est une voisine de Martina Šimkovičová, sans expérience dans le domaine culturel.
L'opposition au gouvernement qualifie régulièrement Martina Šimovičová de « ministre de la non-culture »,,,. Une motion de censure a été déposée contre elle, en vain, en février 2024, à la suite d'une pétition en ligne demandant son limogeage, signée par près de 190 000 personnes,.
Au cours de l'été 2024, elle limoge les directeurs du Théâtre national slovaque et de la Galerie nationale slovaque, sans fournir de justification. En réponse, une autre pétition en ligne, organisée par les acteurs Zuzana Fialová (en) et Richard Stanke, le dessinateur Martin Šútovec et l'écrivain Michal Hvorecký (en), rassemble plus de 180 000 signatures appelant à nouveau à son renvoi. Une manifestation à Bratislava, à laquelle participent plus de 10 000 personnes, est organisée pour soutenir la pétition. Les anciens ministres de la Culture de plusieurs bords politiques, Ladislav Snopko, Milan Kňažko, Rudolf Chmel, Marek Maďarič et Silvia Hroncová (en), publient une lettre ouverte en soutien à la pétition. L'opposition parlementaire annonce le dépôt d'une autre motion de censure contre Martina Šimkovičová et appelle à davantage de manifestations de rue contre la « destruction de la culture slovaque ».